# Гребан, Арнуль
Арну́ль Греба́н (1420, Ле-Ман или возможно Компьень — 1471[…], Ле-Ман) — французский органист Собора Нотр-Дам де Пари, автор Mystère de la Passion.
Гребан мог происходить из епархии в Камбре; он жил во Франции и Италии. Он был магистром искусств, бакалавром теологии в 1458 г .; с 1451 по 1456 год он был органистом и мастером грамматики и в хоре Нотр-Дам-де-Пари. 
Затем он служил Карлу, графу Мэна, до самой смерти последнего в 1472 году. Затем он уехал в Италию, был капелланом Базилики Сан-Лоренцо во Флоренции в 1476 году и отвечал за музыку в доме Медичи до 1485 года.